# Elstermühle Arnsnesta
Die Elstermühle Arnsnesta wurde urkundlich erstmals im Jahre 1421 erwähnt. Die drei Brüder Rudolf, Jurge und Heinrich Hopfgarten sind mit der Mühle und dem Hammer in Arnsnesta vom Sächsischen Kurfürsten belehnt worden. Eine Getreidemühle wird jedoch schon 1381 in Arnsnesta benannt.

## Geschichte
Verwaltet wurde die Mühle vom Amt Lochau, dieses kaufte im Jahr 1561 ein Bohrwerk zum Bau von Holzrohren für Wasserleitungen. Die durch August dem Starken vorangetriebene Holzflößerei auf der Schwarzen Elster brachten dem damaligen Eigentümer, dem Bürgermeister von Herzberg, Christian Huth Entschädigungen für das Anhalten der Mühle während des Flößens von Holz. („… so soll der Mühlenbesitzer Herr Christian Huth vermöge seines Lehnbriefs nicht allein frei Brenn-, Brücken-, Damm- und Reißholz, sondern daneben jährlich 2 Schaufel- und einen Eichenbaum bekommen und an den Tagen, wo geflößt wird, einen Taler für jeden Tag ausgezahlt“). Durch ein neues, im Jahre 1772 eingeführten Mühlenregulativ wurde für die Mühle festgelegt: zwei Mahlgänge mit Vorgelege an einem unterschlächtigen Wasserrad, welches als Ziehpanster ausgelegt war, ein Mahlgang und Hirsestampfen mit Vorgelege an einem Ziehpansterwasserrad und eine Schneidemühle an einem Wasserrad, welches als Stockpanster ausgelegt war.

## Eigentümer der Mühle
Als Besitzer der Mühle werden erwähnt: 1695 der Herzberger Bürgermeister Christian Huth, 1739 Müllermeister Gerhard Meißner, danach Johann Christian Simon und im Jahr 1804 Müllermeister Karl Friedrich Röhrborn genannt. Als letzter Müller wird der Sohn von Karl Friedrich Röhrborn (Müller ab 1804), Karl Ludwig Röhrborn erwähnt.

## Sonstiges
Im Mühlenregulativ von 1561 wurde festgelegt, dass der Müller die Gerinne der Mühle zu einer festgelegten Zeit abzureißen hatte, und diese nach genauen Vorgaben neu errichten musste. Auch war bestimmt, wann Wasser durch den bei der Mühle befindlichen Teichgraben fließen durfte. Sämtliche Instandhaltungsarbeiten an Deichen und auch die Sauberhaltung der zur Mühle gehörenden Gewässer mussten durch den Müller sichergestellt werden. Im Jahr 1852 erfolgte durch die bevorstehende Regulierung der Schwarzen Elster die Ablösung des Wasserrechts für die Mühle. Dies bedeutete das Ende der Wassermühle in Arnsnesta.